# فخري لبيب

## المولد
الدكتور فخري لبيب حنا ولد في فبراير 1928م والده لبيب حنا ناظر محطة قطار في صعيد مصر

## التعليم
- التحق بكلية العلوم قسم الجيولوجيا من جامعة فؤاد الأول (القاهرة) عام 1954،
- [1] حصل على الدكتوراه في الجيولوجيا العام 1987 وبدأ العمل في الترجمة منذ العام 1958 حيث تنوعت ترجماته بين الكتب الأدبية والفكرية والسياسية.

## التجربة
- انضم أثناء الدراسة بالجامعة للحركة المصرية للتحرر الوطني (حمتو). ولكنه سرعان ما تركها لينضم لمنظمة الأيسكرا التي كان خاله «منير» عضوا فيها. حتى أصبح من أهم كوادر الأيسكرا في الجامعة بين عامي 45-1946 يواصل نضاله شاهدا نضال رفقاء كبار مثل أنور عبدالملك، وسلامة موسى، ورمسيس يونان، ولطيفة الزيات، وانجي أفلاطون، والدكتور عبدالعظيم أنيس، وشهدى عطية الشافعى، وكمال عبد الحليم 21 فبراير 46 إعصارٌ ضخم من كتل بشرية في مظاهرة قوامها عمال وطلبة جميع كليّات مصر

## الاعتقال والمحاكمة
- اعتقل لأول مرة في 29 مايو 1954 وهو في طريقه إلي مدرسة الأقباط بطنطا حيث كان يعمل، وفي 22 أكتوبر 1955 يحكم عليه بأشغال شاقة ثلاث سنوات.

## التجمع
- شارك في تأسيس حزب التجمع الوطني التقدمي الوحدوي بمصر 1974

## أهم الأعمال
- أصدر أكثر من أربعين كتابا ما بين التأليف والترجمة
- من مؤلفاته

1. الشيوعيون وعبد الناصر (جزئين)
2. المشوار (إضافة جديدة لأدب السيرة الذاتية في المكتبة العربية)
3. أم حوار الثقافات

- من ترجماته

1. رواية عريان بين الذئاب
2. رواية رباعية الإسكندرية
3. رواية كليا (تأليف لورانس داريل)
4. رب الأشياء الصغيرة (تأليف أرونداتي روي)
5. الإمبريالية الحرب وعدم الاستقرار السياسي (تأليف بيرش بيربيروجلو)
6. ضحايا التنمية: المقاومة والبدائل ( تأليف جيرمي سيبروك)
7. اضطراب في الشرق الأوسط (تأليف بيرش بيربروجلو)
8. صراع الحضارات
9. كتابات ماو تسي تونج.

## الوفاة
رحل عن عالمنا الكاتب والمترجم الدكتور فخرى لبيب، اليوم الأحد الموافق 25 ديسمبر 2016 عن عمر ناهز الـ88 عامًا، وشيعت الجنازة، ظهر اليوم، من كنيسة مارى جرجس بميدان هليوبلس مصر الجديدة.